# Bruno Dilley
Bruno Dilley (* 29. August 1913 in Gumbinnen; † 31. August 1968 in Landsberg am Lech) war ein „Stuka“-Pilot der deutschen Luftwaffe im Zweiten Weltkrieg und Träger des Ritterkreuzes des Eisernen Kreuzes.

## Frühe Karriere
Dilley erlangte sein Offizierspatent an der Höheren Polizeischule Potsdam-Eiche, ehe er 1935 als Leutnant in die Luftwaffe eintrat. Am 1. Juni 1938 wurde er als Staffelkapitän zur 3. Staffel der I. Gruppe des Sturzkampfgeschwaders 1 versetzt.

## Zweiter Weltkrieg
Am 1. September 1939 um 04:45 Uhr war es Dilley, der den ersten Kampfeinsatz der Luftwaffe im Zweiten Weltkrieg flog. Er hatte den Auftrag, die Vernichtung der Weichselbrücke Dirschau zu verhindern. Mit der ersten Bombe, die im Zweiten Weltkrieg abgeworfen wurde, zerstörte Dilley zwar die Sprengleitung, die Brücke wurde aber später dennoch von den polnischen Truppen zerstört. Nach 23 weiteren Einsätzen im Rahmen des Überfall auf Polen wurde seine Staffel im April 1940 für das Unternehmen Weserübung nach Norwegen, ab dem 14. Juni 1940 dann nach Frankreich verlegt. Nach der verlorenen Luftschlacht um England nahm seine Staffel am Balkanfeldzug teil, wo Dilley in den jugoslawischen Bergen hinter den feindlichen Linien zur Notlandung gezwungen wurde, jedoch mit seinem Bordfunker der Gefangennahme entging. Nach weiteren Einsätzen in Afrika wurde Dilley im Herbst 1941 von der Front abgezogen und Leiter der Fliegerschule in Wertheim.
Im Januar 1942 wurde er als Gruppenführer der I. Gruppe des Stuka-Geschwaders 2 „Immelmann“ an die Ostfront verlegt. Hier wurde er am 12. Februar 1942 bei Staraja Russa von Flakfeuer erfasst und abgeschossen. Beim Versuch einer Notlandung überschlug sich seine Maschine, Dilley wurde bewusstlos von seinem Bordfunker aus dem Wrack gerettet. Erst drei Tage später und bei eisiger Kälte erreichten sie die eigenen Linien im Kessel von Demjansk. Im Juni des gleichen Jahres wurde Dilley nach 325 Feindflügen mit dem Ritterkreuz des Eisernen Kreuzes ausgezeichnet. Im folgenden Winter wurde er weitere drei Mal abgeschossen, konnte aber jedes Mal einer Gefangennahme entgehen. Am 8. Januar 1943 erhielt er dann für 600 Feindflüge das Eichenlaub zum Ritterkreuz. Am 1. September 1943 übernahm er als Geschwaderkommodore das Sturzkampfgeschwader 101, ein reines Ausbildungsgeschwader, in Metz. Dieses wurde am 18. Oktober in Schlachtgeschwader 103 umbenannt. Bei Kriegsende hatte er nahezu 700 Feindflüge absolviert.

## Bundeswehr
1956 trat Dilley als Kommandeur der Flugzeugführerschule A in Landsberg in die Bundeswehr ein; er beendete seine Laufbahn als Oberstleutnant und Kommandeur des Verteidigungskreises Reutlingen.

## Auszeichnungen
- Deutsches Kreuz in Gold am 19. Dezember 1941[2]
- Ritterkreuz des Eisernen Kreuzes mit Eichenlaub[2]
  - Ritterkreuz am 8. Juni 1942 (Verleihungsnummer 478)
  - Eichenlaub am 8. Januar 1943 (174. Verleihung)